# C/2015 A2 (PANSTARRS)
C/2015 A2 (PANSTARRS) — одна з параболічних комет. Ця комета була відкрита 12 січня 2015 року; блиск на час відкриття: 21.1m.